# Miljötålighetsprovning
Miljötålighetsprovning är inom miljötålighetstekniken en utredning av en produkts tålighet mot till exempel mekanisk, klimatisk och kemisk miljöpåverkan.

## Historik
Miljöteknisk anpassning har skett i alla tider, av produkter. Framför allt så har den militära sidan varit en föregångare inom området. Den snabba utvecklingen av elektronik har påskyndat utvecklingen av provningen.
På 1950-talet uppstod miljötålighetstekniken som en egen specialitet. I Sverige började idéerna om ett samlat miljötekniskt område växa fram i slutet av 1950-talet. 
Det första stora projekt i Sverige där man systematiskt jobbade med miljötålighetsteknik var Saab 37 Viggen som började utvecklas 1962. Ericsson och Asea var tidiga med att använda miljötålighetsprovning inom det civila. Industri och varuflöden internationaliserades, produkter som konstrueras i Norden kan mycket väl komma att användas i ett helt annat klimat. Även transportfaktorerna måste man ta hänsyn till.
Internationella normer för produkter och verifiering av deras egenskaper är nödvändigt.

### Provningsmetoder
Kraven på reproducerbarhet i provningen och internationell jämförbarhet gör att man tillämpar standarder för provningsmetoder. Exempel på civila standarder är IEC, ISO och DIN. Exempel på militära standarder är FSD och MIL-STD. Exempel på branschstandard är SAE, och för Telecom är ETSI och Telcordia (Bellcore) några av de standards som används.

### Provning
Provning är den metod som används för att i ett tidigt konstruktionsskede verifiera att produkten uppfyller ställda krav. Provningen brukar delas in i följande huvudtyper:

#### Konstruktionsprovning
Provning i ett tidigt skede i produktensutvecklingen, för att säkerställa kvalitén på konstruktionen och dess ingående komponenter.

#### Konstruktionstypprovning
Utförs för att säkerställa att produkten uppfyller det i produktunderlaget ställda miljötålighetskraven. Utförs för typgodkännande.

#### Serieprovning
Utförs för serietypgodkännande på den seriekonstruerade och serieproducerade produkten.

#### Leveransprovning
Prov för att verifiera att produkten uppfyller krav i leveransbestämmelser.

#### Miljötålighetsprovning
Miljöfaktorer, naturliga och framkallade.

#### Mekanisk
- Linjär acceleration
- Vibration
- Skakning
- Impact
- Rotationshastighet
- Ljud
- Statisk last (Stapling)

#### Klimatfaktorer
- Värme
- Kyla
- Regn
- Fukt
- Vattentryck
- Is (hagel)
- Vind
- Lågt lufttryck
- Temperaturändring
- Solstrålning

#### Kemiska faktorer
- Saltdimma
- Korrosiva gaser
- Luftburna partiklar
- Organismer
- Organiska substanser
- Explosiva gaser
- Eld